# AIA Group

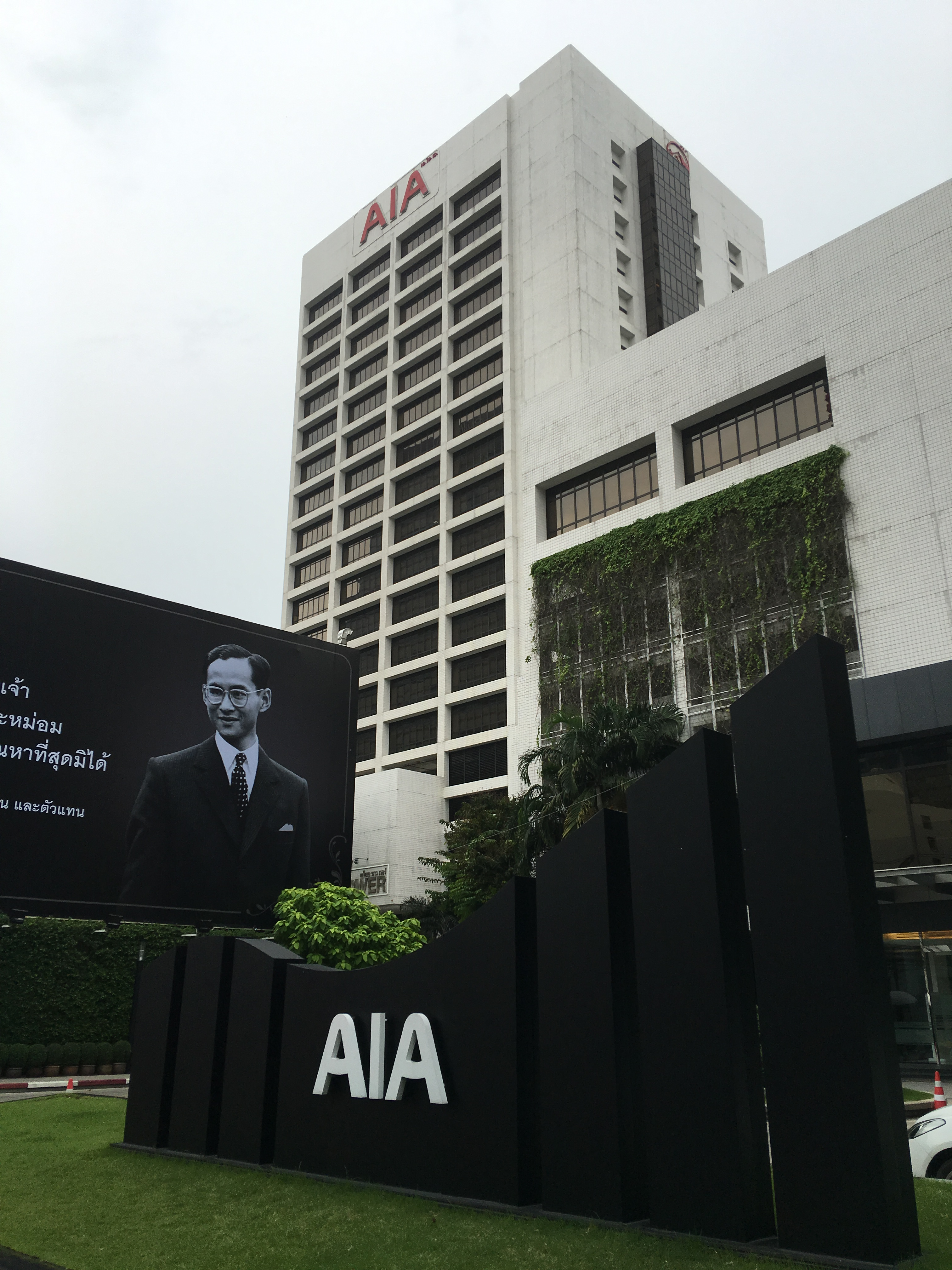
Biuro AIA w Bangkoku w Tajlandii

AIA Group Limited, znana jako AIA – największa publiczna azjatycka grupa ubezpieczeniowa na życie. Oferuje usługi ubezpieczeniowe i finansowe, ubezpieczenia na życie dla osób fizycznych i przedsiębiorstw, a także ubezpieczenia wypadkowe i zdrowotne, usługi planowania emerytalnego i zarządzania majątkiem.
AIA ma siedzibę w Hongkongu, jest obecna na 18 rynkach w regionie Azji i Pacyfiku, z oddziałami i filiami posiadanymi w całości w Hongkongu, Tajlandii, Singapurze, Malezji, Chinach, Korei, Filipinach, Australii, Indonezji, Tajwanie, Wietnamie, Nowej Zelandii, Makau, Brunei, Kambodży, Sri Lance, Birmie i 49% joint venture w Indiach. Od 2013 r. AIA ma wyłączną umowę bankową z Citibank, która obejmuje 11 rynków AIA w regionie Azji i Pacyfiku.
W sierpniu 2013 r. AIA została oficjalnym partnerem klubu piłkarskiej Premier League Tottenham Hotspur. Umowa AIA z Tottenhamem została przedłużona w maju 2017 do końca sezonu 2021/22 Premier League, a następnie w lipcu 2019 r. do końca sezonu 2026/27.

## Historia
Początek AIA sięga 19 grudnia 1919, kiedy Cornelius Vander Starr założył w Szanghaju w Chinach przedsiębiorstwo wtedy znane jako American Asiatic Underwriters (później American International Underwriters). Starr ostatecznie rozwinął swoją działalność na całym świecie. 21 stycznia 1939 Starr przeniósł swoją siedzibę główną z Szanghaju do Nowego Jorku po japońskiej inwazji na Chiny i ponownie 5 kwietnia 1949, wraz z komunistycznym przejęciem Chin kontynentalnych, azjatycka AIA stała się filią American International Group (AIG) z siedzibą w Nowym Jorku.
4 grudnia 2009 AIG sprzedała uprzywilejowane udziały kapitałowe w dwóch nowo utworzonych międzynarodowych spółkach zależnych ubezpieczeń na życie, American International Assurance Company, Limited (AIA) i American Life Insurance Company (ALICO), Bankowi Rezerwy Federalnej w Nowym Jorku w celu zmniejszenia zadłużenia o 25 miliardów $.
AIA planowała zostać spółką giełdową na giełdzie papierów wartościowych w Hongkongu 3 kwietnia 2010. Jednak 2 marca 2010 Prudential PLC, brytyjska firma świadcząca usługi finansowe i papiery wartościowe, ogłosiła, że kupi AIA za 35,5 miliarda $. Później zakup się nie powiódł, a AIA przeprowadziła pierwszą ofertę publiczną w październiku 2010, zarabiając około 159,08 miliarda HK $ (20,51 miliarda $), trzecią co do wielkości na świecie.
11 września 2012 AIA nabyła 92,3% udziałów w firmie ubezpieczeniowej ze Sri Lanki Aviva NDB Insurance od brytyjskiego ubezpieczyciela Aviva i Narodowego Banku Rozwoju Sri Lanki (NDB). AIA zawarła także wyłączną 20-letnią umowę bancassurance z NDB, jednym z największych konglomeratów finansowych na Sri Lance z ogólnopolską siecią oddziałów bankowych.
7 października 2012 AIA nabyła malezyjskie spółki ubezpieczeniowe zależne od grupy ING za 1,336 miliardów euro (1,73 miliarda $).
21 grudnia 2012 r. AIG sprzedała wszystkie swoje 13,69% udziałów w AIA.
Od 2 czerwca 2013 AIA ma wyłączną umowę bancassurance z Citibank, która obejmuje 11 rynków AIA w regionie Azji i Pacyfiku: Hongkong, Singapur, Tajlandię, Chiny, Indonezję, Filipiny, Wietnam, Malezję, Australię, Indie i Koreę.